# Stimmen (Herrndorf)
 Stimmen. Texte, die bleiben sollten ist eine Sammlung von Texten aus dem Nachlass von Wolfgang Herrndorf. Das Buch erschien im September 2018 im Rowohlt Verlag, das Hörbuch, gesprochen von Clemens Schick, erschien zeitgleich im Argon Verlag. Die Herausgeber und Verfasser des Nachworts sind Marcus Gärtner und Cornelius Reiber.

## Entstehung und Textauswahl
Herrndorf hatte 2010 nach seiner Krebsdiagnose begonnen, Texte von seinem Computer zu löschen und Manuskripte zu vernichten, die er für nicht erhaltenswert hielt. Zudem bestimmte er, dass alle unfertigen Texte und Textentwürfe nach seinem Tod vernichtet werden sollten. Die Herausgeber hielten sich an diese Vorgaben und stellten aus den erhaltenen Texten eine Auswahl zusammen. Das entscheidende Auswahlkriterium war dabei, dass die Texte keine reinen Lebensdokumente sind, sondern vom Autor als literarische Texte geschrieben wurden und für sich allein lesbar sind. Ein großer Teil der Texte entstand zwischen 2001 und 2009 als Beiträge für das Internetforum Höfliche Paparazzi, die Herrndorf dort unter dem Pseudonym Stimmen veröffentlichte.

## Aufbau
Die Herausgeber haben die Texte thematisch geordnet und in fünf Abschnitte gegliedert:
- Abschnitt I: Texte über Kindheit und Jugend, bei denen sich fiktionale und autobiografische Anteile nicht trennen lassen
- Abschnitt II: Texte über das Leben in Berlin um die Jahrtausendwende. Es gibt thematische Überschneidungen zu Herrndorfs Debütroman In Plüschgewittern.
- Abschnitt III: reflektierende Texte, Texte über das Schreiben und die Literatur
- Abschnitt IV: Der Text Akalkulie, eine Art Dramolett, in dem ein Mensch sich mit Gott über Fragen nach dem Sinn des Lebens und das Leben nach dem Tod unterhält.
- Abschnitt V: Lyrik. Die Gedichte entstanden in den späten 1980er und 1990er Jahren, also bevor Herrndorf sich von der Malerei ab- und nur noch dem Schreiben zuwandte. Sie bedienen sich traditioneller Motive und Formen, die jedoch immer wieder ironisch gebrochen werden.

Im Nachwort stellen die Herausgeber den Entstehungs- und Auswahlprozess dar und erklären, dass dies der letzte Band „mit neuen Texten“ von Herrndorf sein werde.

## Quelle
- Wolfgang Herrndorf: Stimmen. Texte, die bleiben sollten. Berlin: Rowohlt 2018. ISBN 978-3-7371-0057-1